# Maria Chrząszczowa
Maria Chrząszczowa (ur. 18 czerwca 1913 w Warszawie, zm. 29 stycznia 1979 w Warszawie) – polska artystka fotograf. Członkini Okręgu Warszawskiego Związku Polskich Artystów Fotografików.

## Życiorys
Maria Chrząszczowa była córką Marii (z d. Gebethner) i Józefa Pfeiffera, dzieciństwo spędziła w Warszawie. Po ukończeniu szkoły Kowalczykówny i Jaworkówny – ze świadectwem dojrzałości, została uczennicą Miejskiej Szkoły Sztuk Zdobniczych w Warszawie, w tym czasie rozpoczęła działalność fotograficzną. W 1934 roku zamieszkała w Rudzach pod Krakowem. Zawarła związek małżeński z  Michałem Chrząszczem. W sierpniu 1939 roku wróciła do Warszawy, gdzie podjęła pracę w firmie „Foto-Greger”, największym przedwojennym polskim sklepie fotograficznym Kazimierza Gregera. 
Szczególnie miejsce w twórczości Marii Chrząszczowej zajmowała fotografia architektury, w zdecydowanej większości miasta Warszawy. W 1945 roku sporządziła dokumentację fotograficzną zniszczeń powojennej Warszawy, czego pokłosiem była wystawa fotografii „Warszawa oskarża”, w 1945 roku. Od końca 1945 roku pracowała nad dokumentacją fotograficzną obozu koncentracyjnego w Oświęcimiu, dokumentacją fotograficzną Wrocławia, Jeleniej Góry, Kłodzka. W kolejnych latach pracowała jako fotoreporterka w Polskiej Agencji Prasowej w Warszawie, w firmie „Foto-Service” Kazimiery Funkiewiczowej oraz (jako retuszerka) w Przedsiębiorstwie Wystaw i Targów w Warszawie. Współpracowała (m.in.) z czasopismami: „Architektura”, „Kobieta”, „Stolica”.  
W 1952 roku Maria Chrząszczowa została przyjęta w poczet członków Warszawskiego Okręgu Związku Polskich Artystów Fotografików. W latach 1953–1974 była wykładowcą oraz prowadziła pracownię fotograficzną w katedrze Architektury Polskiej Politechniki Warszawskiej.  
Kolekcja fotografii Marii Chrząszczowej znajduje się (m.in.) w zbiorach Muzeum Warszawy oraz w zbiorach Fundacji Archeologii Fotografii. 

## Wybrane wystawy
- „Warszawa oskarża” (Warszawa 1945)[6];
- „Kronikarki” (Warszawa 2011)[10];
- „Nowa Warszawa 1961–1972”; Galeria Fundacji Archeologii Fotografii (Warszawa 2015)[3][8];

Źródło.

## Publikacje (albumy)
- „Sześcioletni plan odbudowy Warszawy” (1950);
- „Ogrody polskie Gerarda Ciołka” (1954);
- „MDM” (1955);
- „Sandomierz" (1956);
- „Zamki śląskie Bohdana Querqina” (1957);
- „Architektura drewniana w Polsce Witolda Krassowskiego” (1961);
- „Kronikarki. Zofia Chomętowska – Maria Chrząszczowa. Fotografie Warszawy 1945–1946”(2012)[11][12];

Źródło.